# Simonetta Sommaruga
Simonetta Sommaruga (Zug, cantón de Zug, Suiza, 14 de mayo de 1960) es una política retirada suiza, miembro del Partido Socialista Suizo y del Consejo Federal de 2010 a 2022, originaria de las comunas de Lugano y Eggiwil. Fue jefa del Departamento Federal del Medio Ambiente, Transportes, Energía y Comunicación.

## Biografía
Sommaruga crece con dos hermanos y una hermana en Sins en el cantón de Argovia. Asiste al  gymnasium de Immensee en el cantón de Schwyz, donde hace el bachillerato, tras lo cual tomó cursos de piano en Lucerna, California y Roma. De 1988 a 1991 estudia filología inglesa y románica en la Universidad de Friburgo.
A la base de su carrera política se encuentra su trabajo como directora de la Stiftung für Konsumentenschutz (Fundación de Protección del Consumidor), puesto que ocupa de 1993 a 1999. Actualmente preside la Fundación para la protección de los consumidores y la organización de ayuda Swissaid desde 2003.
Diputada al Gran Consejo del cantón de Berna de 1981 a 1990, Sommaruga es elegida al ejecutivo de la comuna de Köniz, cargo en el que ocupa un escaño entre enero de 1998 y diciembre de 2005. En 1999 es elegida al Consejo Nacional suizo. En 2003 es elegida al Consejo de los Estados por el cantón de Berna.
En septiembre de 2022 generó polémica con sus recomendaciones energéticas al proponer ducharse conjuntamente entre varias personas como medida para hacer frente al consumo energético.

### Consejo federal
El 11 de agosto de 2010, anunció su candidatura al Consejo federal con el fin de reemplazar a Moritz Leuenberger. Su candidatura es conservada por el grupo socialista de la Asamblea Federal con Jacqueline Fehr. Simonetta Sommaruga es elegida el 22 de septiembre de 2010 en la cuarta vuelta de la votación.
El 4 de diciembre de 2013 fue elegida vicepresidenta de la Confederación para 2014 con 180 de 205 votos válidos. El 3 de diciembre de 2014 fue elegida a la presidencia de la Confederación para el año 2015 con 181 de 236 votos válidos.

### Vida privada
Sommaruga está casada con el escritor Lukas Hartmann y vive en Spiegel bei Bern.

## Publicaciones
- Für eine moderne Schweiz. Ein praktischer Reformplan, con Rudolf Strahm, Nagel & Kimche, Múnich, 2005, ISBN 3-312-00356-3
- Gurtenmanifest für eine neue und fortschrittliche SP-Politik, Manifesto del Gurten con Henri Huber, Tobias Kästli y Wolf Linder, 10 de mayo de 2001